# Sokrátis Karantinós
Sokrátis Karantinós (en griego: Σωκράτης Καραντινός ; Atenas, 1906 - Atenas, 2 de junio de 1979) fue un director, crítico teatral, profesor de arte dramático y actor griego. Contribuyó a la fundación, así como a los primeros años de funcionamiento del Teatro Estatal del Norte de Grecia, del que fue el primer director artístico (1961-1967).·

## Biografía
Sokrátis Karantinós nació en Atenas en 1906 y vivió en Estambul con su familia hasta 1914. Era hijo del propietario del teatro Olýmpia y empresario teatral Nikólaos Karantinós, y hermano del arquitecto Pátroklos Karantinós (1903-1976).·
De adolescente, participó en clases de teatro aficionado y de arte dramático. A continuación, estudió teatro en el extranjero (en Alemania, Francia y Austria) mientras trabajaba ocasionalmente como corresponsal para diversas revistas de arte griegas. En 1933, regresó definitivamente a Grecia. Allí hizo sus primeros intentos de dirección y dio clases en colegios, así como en escuelas de arte dramático, al tiempo que seguía escribiendo críticas para revistas de arte.
Como director, Karantinós trabajó inicialmente con el Teatro Nacional de Grecia, la Ópera Nacional de Grecia y diversas compañías de teatro independientes, como la compañía de Katerína Andreádi, la compañía de teatro griego de G. Karoússos y muchas otras. En 1961 se convirtió en director artístico del recién fundado Teatro Estatal del Norte de Grecia, con sede en la ciudad de Salónica, cargo que ocupó hasta 1967.· Durante su mandato como director artístico, y tras su cese en el cargo, también trabajó para el Teatro Estatal del Norte de Grecia como director, dirigiendo más de quince producciones teatrales. En diciembre de 1972 fue nombrado asesor artístico y director de la Organización Teatral de Chipre, cargo que ocupó hasta 1974.
Por sus servicios al teatro, recibió varios galardones. En particular, fue condecorado con la Orden del Fénix - Cruz de Comendador, así como con la Medalla de Plata de la Academia de Atenas. La avenida 30 de octubre de Salónica está adornada con un monumento en su honor, mientras que el escenario central del Teatro Estatal del Norte de Grecia, situado dentro de los muros del monasterio de los Lazaristas en el suburbio de Stavroúpoli, cerca del centro de Salónica, lleva su nombre.
Murió el 2 de junio de 1979 en Atenas a la edad de 73 años.